# Miyake (Nara)
Miyake (三宅町 Miyake-chō?) es un pueblo localizado en la prefectura de Nara, Japón. En julio de 2019 tenía una población estimada de 6.601 habitantes y una densidad de población de 1.626 personas por km². Su área total es de 4,06 km².

## Geografía

### Localidades circundantes
- Prefectura de Nara
  - Tenri
  - Kawanishi
  - Tawaramoto
  - Kōryō
  - Kawai

## Demografía
Según datos del censo japonés, la población de Miyake ha disminuido en los últimos años.
| Año del censo | Población |
| ------------- | --------- |
| 1995          | 8.584     |
| 2000          | 8.042     |
| 2005          | 7.764     |
| 2010          | 7.440     |
| 2015          | 6.836     |